# Achaea trapezoides
Achaea trapezoides is een vlinder van de familie van de spinneruilen (Erebidae). De wetenschappelijke naam van deze soort is voor het eerst voorgesteld als Ophisma trapezoides door Achille Guenée in een publicatie uit 1862.

## Verspreiding
De soort komt voor in het Afrotropisch gebied waaronder Liberia, Ivoorkust, Burkina Faso, Ghana, Nigeria, Sao Tomé en Principe, Gabon, Ethiopië, Kenia, Tanzania, Angola, Mozambique, Zimbabwe, Zuid-Afrika, Eswatini, de Comoren, Madagaskar, Réunion, Mauritius, Saudi-Arabië, Oman en Jemen.

## Waardplanten
De rups leeft op:
- Euphorbiaceae
  - Acalypha sp.
  - Ricinus communis
- Fabaceae
  - Virgilia oroboides
- Moraceae
  - Ficus sp.
- Rosaceae
  - Rosa sp.